# Donald I
Donald I - Domnall mac Ailpín en gaèlic escocès - (813-862) fou el segon rei d'Escòcia, germà de Kenneth I. Hagué de lluitar contra els saxons de Northumbria. Va morir al palau de Cinnbelachoir i fou enterrat a l'abadia d'Iona.